# Регулировщик

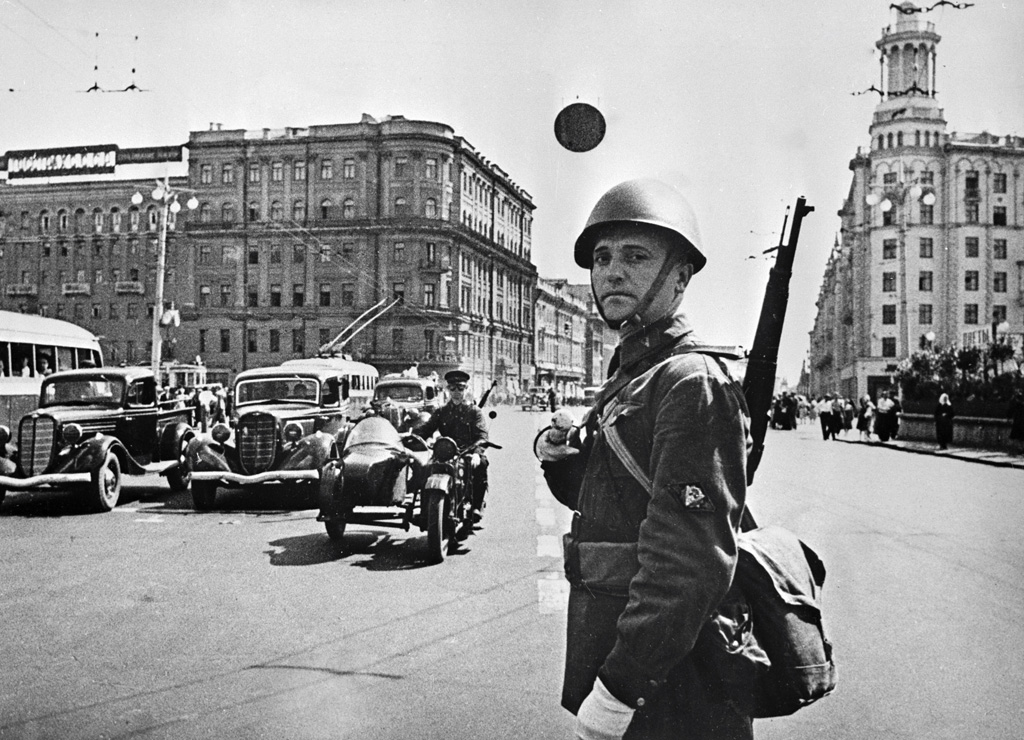
Регулировщик ПР на улице Горького, 1941 год

Регулировщик — лицо, регулирующее действие чего-нибудь, а также название специальности (с добавлением области регулирования).

## Регулировщик уличного (дорожного) движения

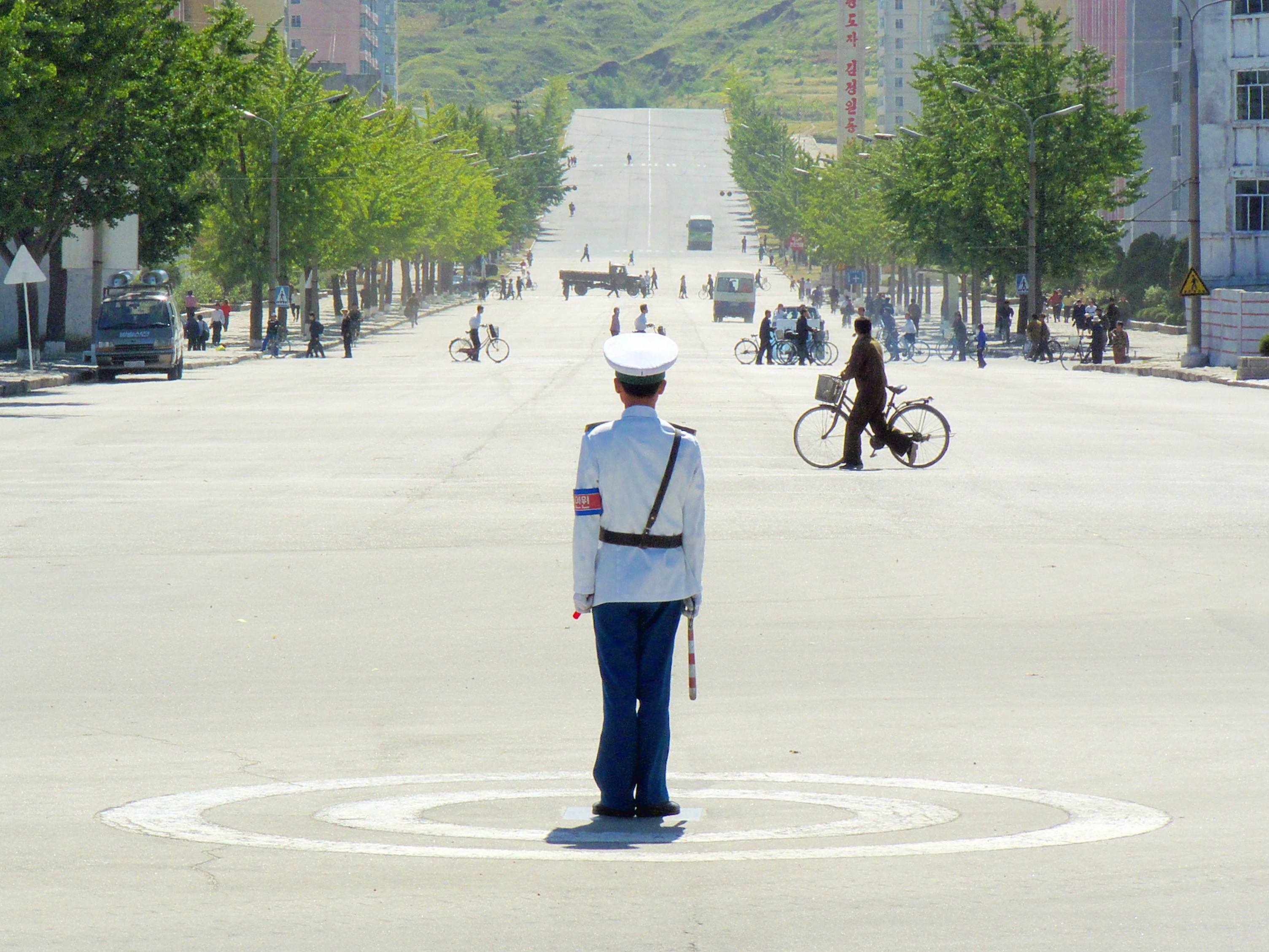
Регулировщик в Северной Корее

Лицо, наделённое в установленном порядке полномочиями по регулированию дорожного движения при помощи сигналов, установленных правилами дорожного движения и иными инструкциями, и непосредственно осуществляющее указанное регулирование. Регулировщик должен быть в форменной одежде и (или) иметь отличительный знак и экипировку.
Регулировщиком может быть любой сотрудник полиции и военной автомобильной инспекции, а также сотрудник добровольной народной дружины, работник дорожно-эксплуатационной службы, дежурный на железнодорожном переезде и паромной переправе при исполнении своих должностных обязанностей.
К регулировщикам также относятся уполномоченные лица из числа работников подразделений транспортной безопасности, исполняющие обязанности по досмотру, дополнительному досмотру, повторному досмотру, наблюдению и (или) собеседованию в целях обеспечения транспортной безопасности, в отношении регулирования дорожного движения на участках автомобильных дорог, определённых постановлением Правительства Российской Федерации от 18 июля 2016 г. N 686.

## Регулировщик поста регулирования движения

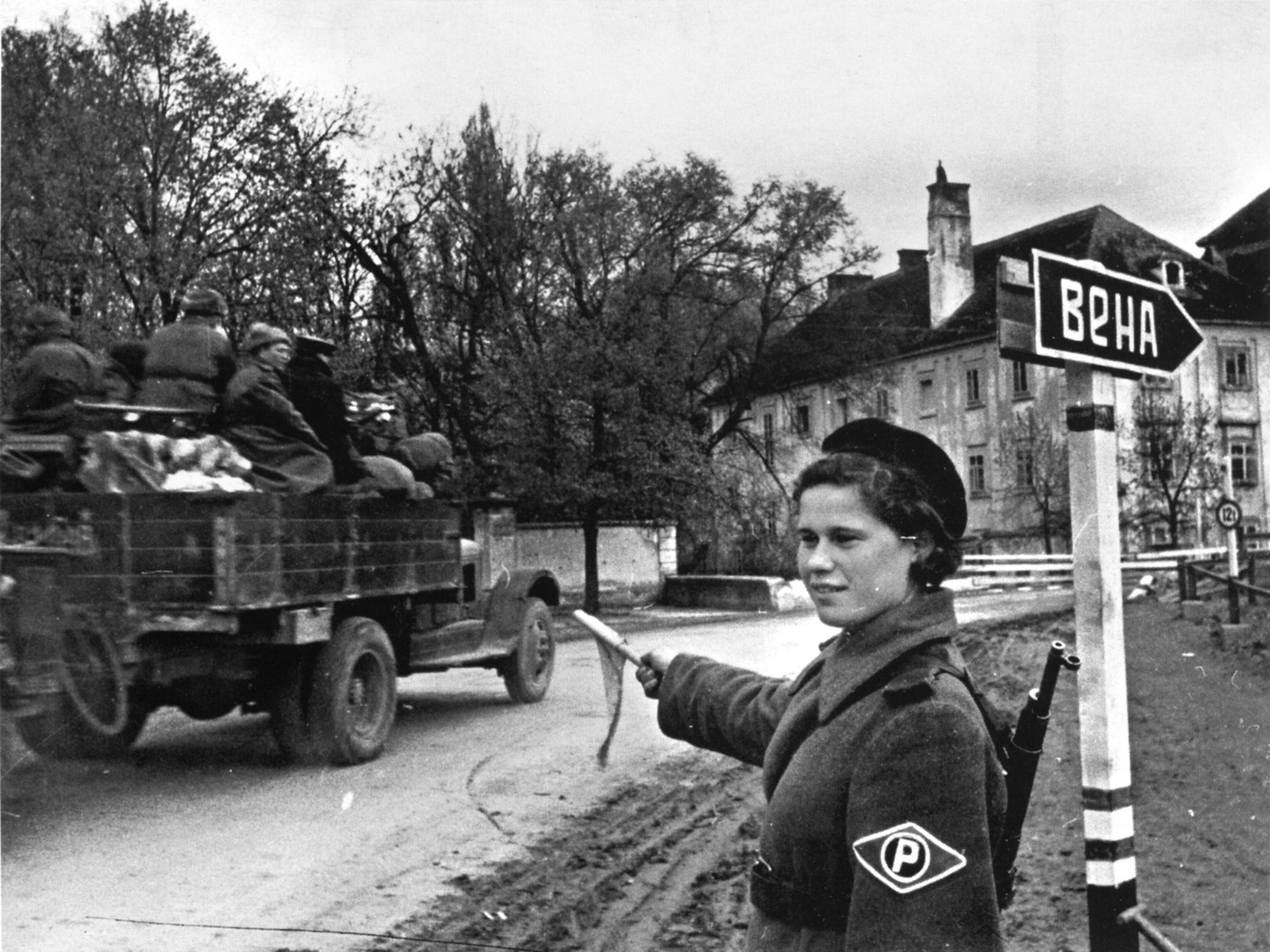
Советская регулировщица Н. Клименко в предместье Вены

Регулировщик поста регулирования движения (ПРД) — подчиняется начальнику (заместителю начальника, помощнику) поста регулирования движения. Снять регулировщика с поста регулирования движения имеет право только начальник (заместитель начальника, помощник) ПРД.
Знак и повязка регулировщиков Действующая Армия (ДА) 1941 год.
| Нарукавный знак регулировщиков ДА | Нарукавная повязка регулировщиков ДА |
| --------------------------------- | ------------------------------------ |
| н/з 1941                          | н/з 1941                             |

## Регулировщик наружного освещения
см. Уличное освещение

## Регулировщик радиоэлектронной аппаратуры
Работник, производящий (на производстве, либо при эксплуатации) операции настройки (регулировки) параметров радиоэлектронной аппаратуры (РЭА).